# Голубянка Мирида
Голубянка Мирида, или голубянка степная, или римизия мирис (лат. Rimisia miris) — вид бабочек из семейства голубянок.

## Этимология названия
Мирида (греческая мифология) — одна из океанид.

## Описание
Верхняя сторона крыльев у обоих полов тёмно-бурого цвета. В центральной ячейке с нижней стороны крыльев находится чёрная точка. Нижняя сторона крыльев с чётким рисунком из довольно крупных тёмных пятен, в том числе в базальной области. Чёрные точки субмаргинального ряда пятен на задних крыльях лишены блестящих чешуек. Глаза голые. Булава усиков состоит из 16 члеников.

## Ареал и места обитания
Горы Мангыстау и запад Актюбинскай и Мангистаускай области в Западном Казахстане, Центральный и Восточный Казахстан, горные хребты Центральной Азии, Северный Иран и Афганистан, Северо-западный Китай. Вид населяет песчаные и каменно-глинистые пустыни и полупустыни и склоны гор и холмов на высоте до 2000 метров над уровнем моря.

## Биология
Развивается в одном поколении за год. Время лёта середины мая по июль. Бабочки питаются на цветках астрагала. Кормовые растения гусениц — различные виды астрагалов, в том числе Astragalus balchaschensis, Astragalus vulpinus и Astragalus sieversianus.

## Классификация
При описании вид получил название Lycaena miris Staudinger, 1881. В 1996 году Александром Борисовичем Жданко таксон был выделен в отдельный род Rimisia. Иногда род Rimisia рассматривают как подрод рода Polyommatus. В составе вида  кроме номинативного подвида выделяют подвид Rimisia miris miatleuskyi (Zhdanko & Churkin, 2001), известный из Мангистауской области Казахстана.